# Rochester (Pennsylvania)
 For alternative betydninger, se Rochester. (Se også artikler, som begynder med Rochester)
Rochester er et borough, beliggende i Beaver County, Pennsylvania i USA 40 km nordvest for Pittsburgh.
40°42′11″N 80°17′00″V / 40.7031°N 80.2833°V